# Crollon
Crollon település Franciaországban, Manche megyében. Lakosainak száma 298 fő (2022. január 1.). Crollon Juilley, Précey, Servon és Saint-James községekkel határos.

## Népesség
A település népességének változása:
| Lakosok száma | 218  | 183  | 207  | 234  | 268  | 299  | 302  | 298  | 296  | 298  |
|               | 1968 | 1982 | 1990 | 2006 | 2013 | 2015 | 2017 | 2019 | 2020 | 2022 |